# David Dahl
David Dahl, född 14 december 1895 i Stockholm, död 20 februari 1974, var en svensk byggnadsingenjör och arkitekt.

## Liv och verk
Dahl tog studentexamen vid Nya elementarskolan i Stockholm 1914 och studerade vid Kungliga Tekniska Högskolan (1914–1918) samt Kungliga Konsthögskolan (1920–1921) i Stockholm. Han var anställd vid Stockholms stads stadshusnämnd och ritade under Ragnar Östberg delar av Stockholms stadshus, bland annat Blå hallen. 
David Dahl var förankrad i funktionalismens formspråk. År 1924 startade han tillsammans med kompanjonen och tidigare kurskamraten Paul Hedqvist en gemensam arkitektverksamhet. Han ritade bland annat Södermalmsskolan (1935), Östermalmsskolan (1939) och Nytorpsskolan (1950-tal), Bäckahagens skola (1950-tal) samt ett antal broar som ombyggnaden av S:t Eriksbron (1944) och Skanstullsbron (1947), samtliga i Stockholm. Tillsammans med Hedqvist skapade Dahl flera kända byggnadsverk i Stockholmstrakten, bland annat Katarina realskola (1931), Västerbron (1931) och Tranebergsbron (1933). Han ritade även några bostadshus, bland annat i Djurgårdsstaden (Nordenskiöldsgatan 85-87 respektive 81) som uppfördes 1923-1924 i för tiden typisk 1920-talsklassicism.

## Bilder, verk i urval

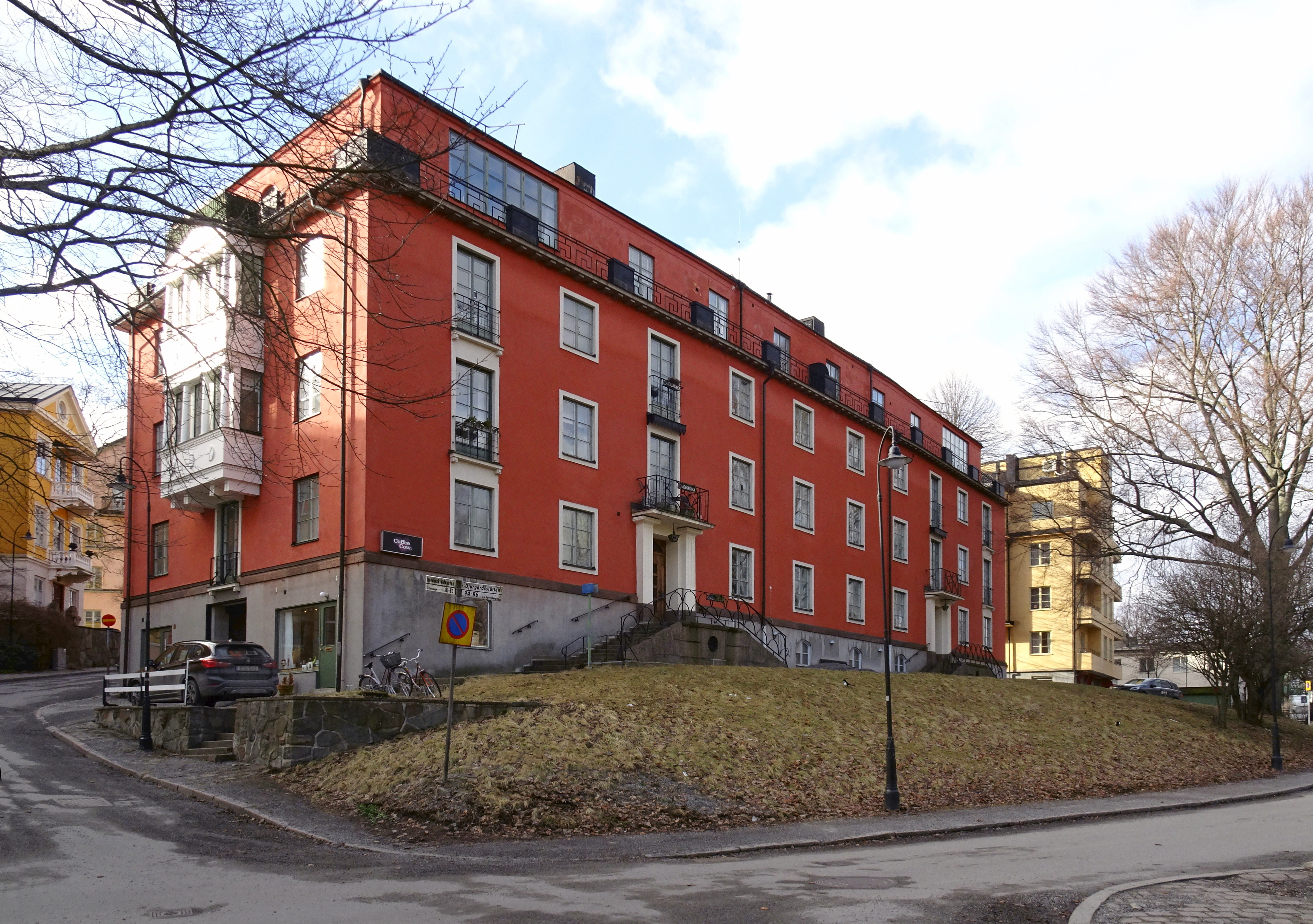
Nordenskiöldsgatan 85-87
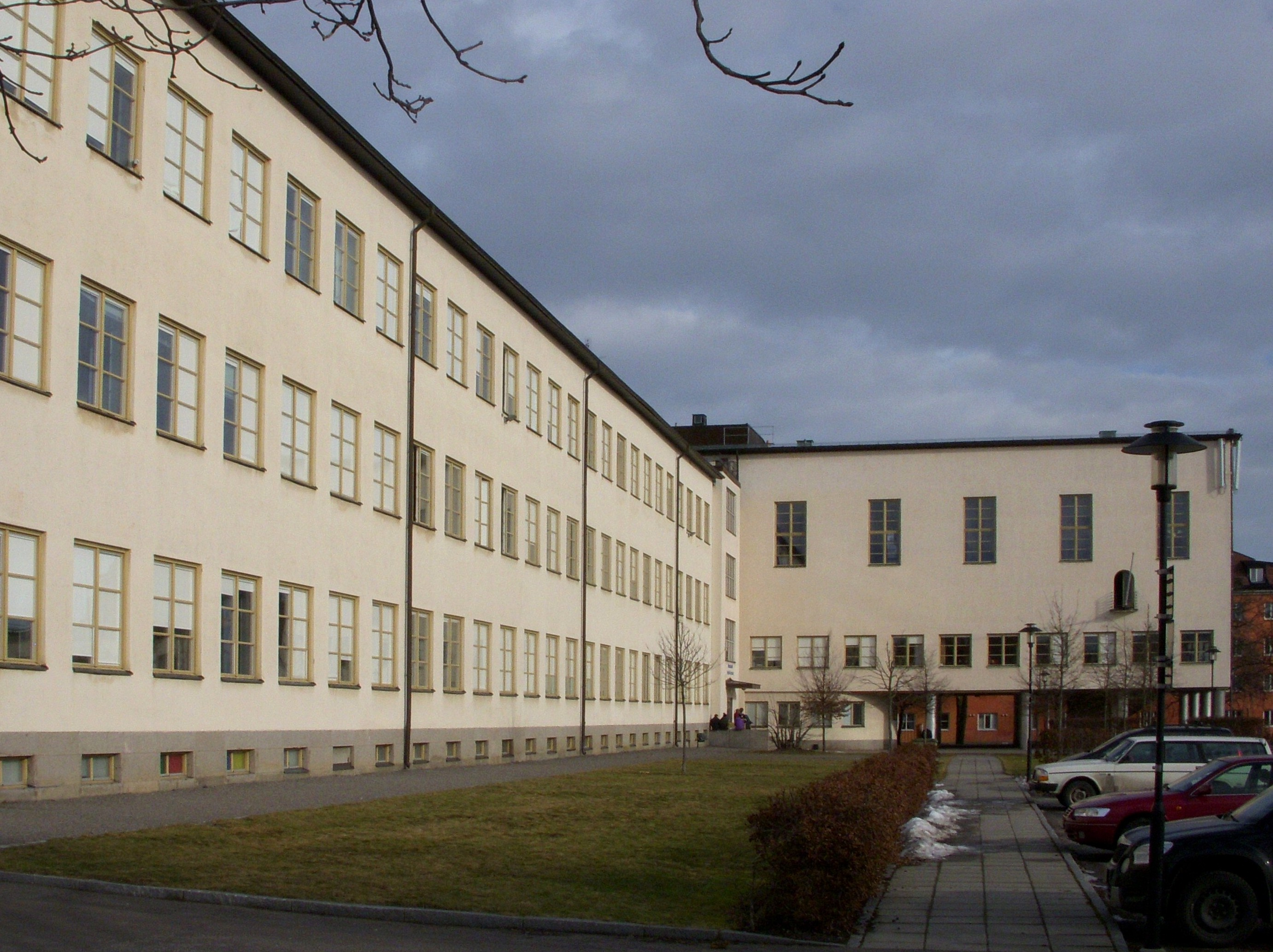
Katarina realskola
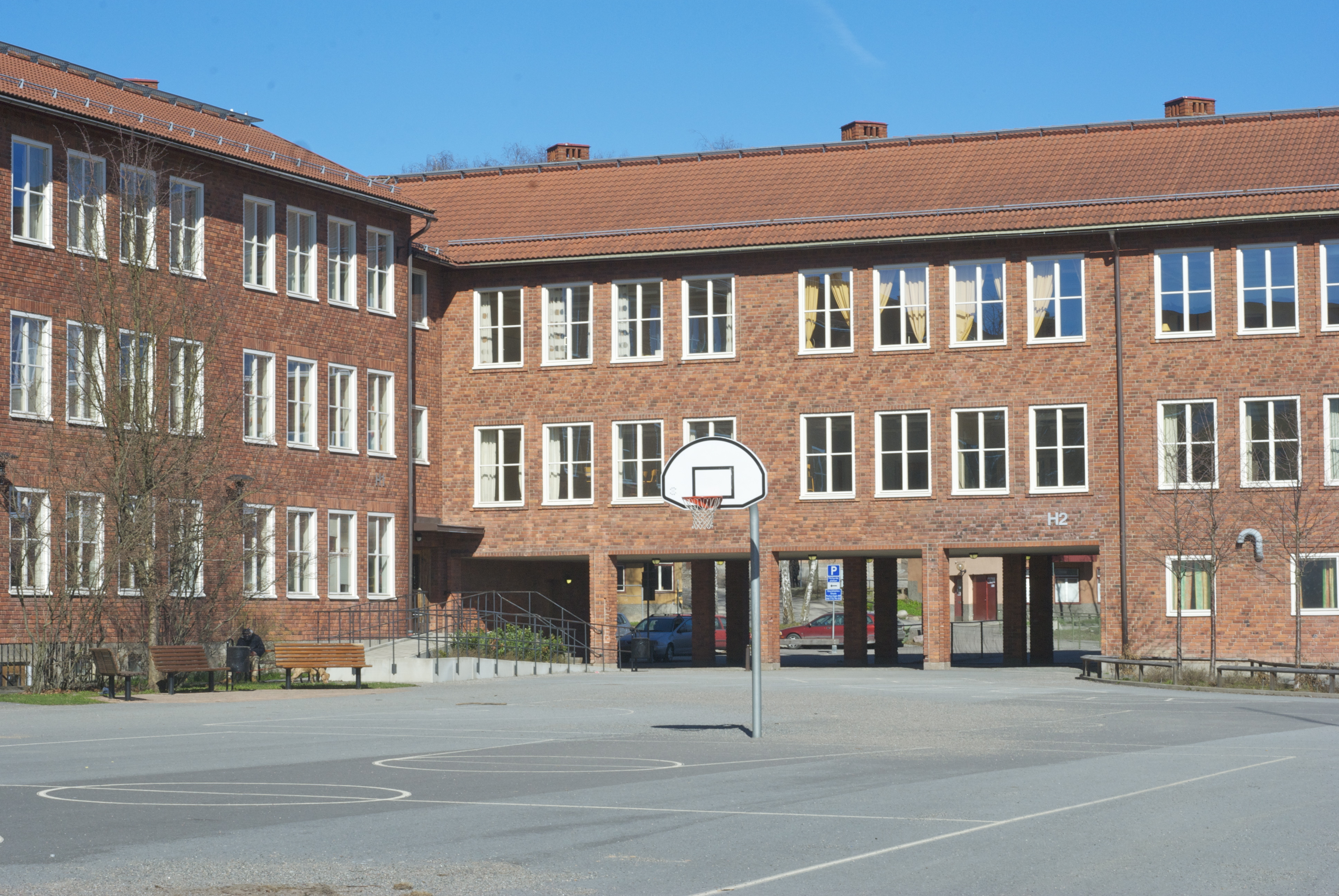
Nytorpsskolan
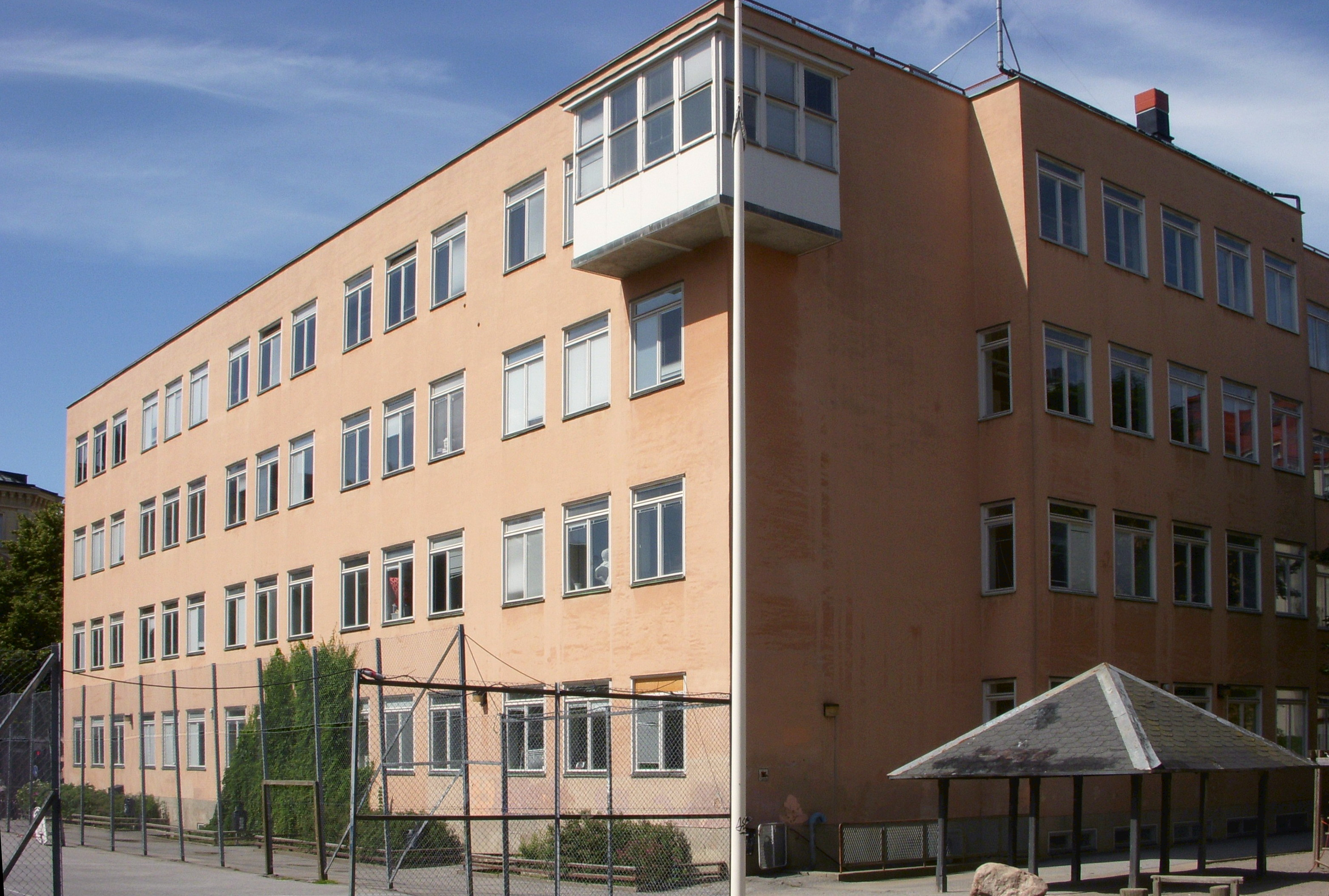
Södermalmsskolan
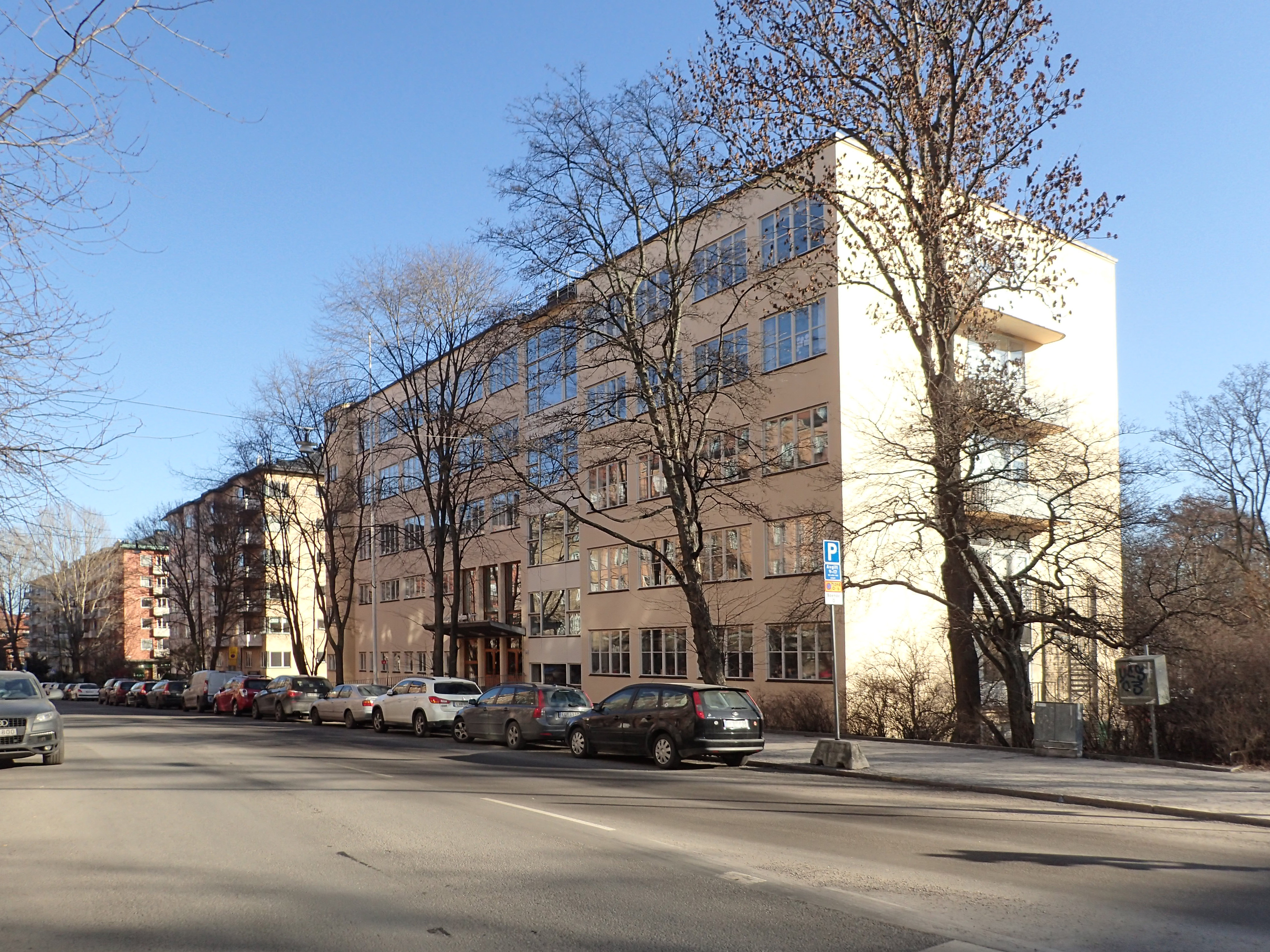
Östermalmsskolan